# Волфганг Шутцбар
Волфганг Шутцбар, наричан Милхлинг (на немски: Wolfgang Schutzbar Milchling) е тридесет и деветият Велик магистър на рицарите от Тевтонския орден.